# Vrelo Une
Vrelo Une je jedan od izvora rijeke Une. Nalazi se u ličkom dijelu Zadarske županije, kod mjesta Donja Suvaja, na 396 metara 
nadmorske visine. Izvire ispod padina planina Plješevice i Stražbenice. Na izvoru Una čini bajkovito plavozeleno jezero okruženo šumom i visokim strmim liticama.

## Osnovni podatci
Vrelo Une je najdublji krški izvor u Hrvatskoj i među pet najdubljih u svijetu. Dosad je istražen do dubine od 248 metra, ali dno nije dosegnuto. Temperatura vode je konstantna i iznosi 2–3°C. Izvor ima oblik okruglog, mirnog, modrozelenog jezera.

## Geologija
Vrelo je nastalo na mjestu dodira verfenskih obojenih škriljavaca s početka trijasa i mlađih jurskih vapnenaca. Na stijenkama vrela istaložene su male sedrene naslage.

## Hidrologija
Voda koja ponire na širem području Gračaca, Bruvna, Mazina i Velike Popine izlazi kroz Vrelo Une na površinu. Tok rijeke Une u Hrvatskoj iznosi oko 120 km, a u BiH oko 90 km. 

## Morfologija vrela
Vrelo se okomito spušta do dubine od oko 50 metara, a potom se sužava na pukotinu širine desetak metara. Zatim nastavlja prema sjeverozapadu do dubine od 83 metra gdje se sužava na 5 metara. Potom naglo skreće prema jugu i ide okomito do dubine od 123 metra. Nastavlja prema sjeverozapadu do 205 m i na nekim se dijelovima sužava na 2 do 3 metra. Na dubini od 235 metara izvor se sužava u uži kanal koji se širi nakon desetak metara. Postignuta dubina je 248 metara. 

## Flora i fauna
Područje vrela obraslo je zajednicom Cinclidotus-Platyhypnidium-Rivulogammarus. Cijelo vrelo prekrivaju brojne alge. U vrelu žive brojne ličinke tulara (Trichoptera) vodencvjetova (Ephemeridae) i puževa te vodeni kornjaš. Duboko u vrelu otkriveni su čvoraši i riba peš.

## Zaštita
Vrelo Une s kanjonOM u dužini od 150 metara zaštićeno je kao hidrološki spomenik prirode površine 263 ha (2,63 km2) 1968. godine. Veći dio toka u BiH proglašeno je nacionalnim parkom. 

## Istraživanja
- Prvo zabilježeno ronjenje izvora bilo je 1999. za vrijeme međunarodne speleoronilačke ekspedicije "Speleo ronjenje "99". Tada je francuski speleoronioc Claude Touloumdjian došao do dubine od 51 metar.

- Poslije toga ronili su Branko Jalžić i Vedran Jalžić iz SO PD Željezničar iz Zagreba do dubine od 30 metara, zbog uzimanja uzoraka živog svijeta iz Vrela.

- Alan Kovačević i Tomislav Flajpan-Frf ronili su do dubine od 48 metara, kad su izradili nacrt i videosnimke, u sklopu predekspedicijske akcije 2007. godine.

- 2007. Društvo Dinaridi - društvo za istraživanja i snimanja krških fenomena (skraćeno DDISKF) izvelo je Međunarodnu speleoronilačku ekspediciju "Zrmanjin ZOV '07" pod vodstvom Tihomira Kovačevića Tihija.  Jean Jacques Bolanz prešao je dubinu od 100 metara, a Luigi Casati je postigao najdublji zaron do tada u Hrvatskoj - 205 metra.

- 2016. Društvo DDISKF je provelo Međunarodnu speleoronilačku ekspediciju "Kamena galaksija - Zrmanja 2016". Tijekom Ekspedicije pod vodstvom Tihomira Kovačevića Tihija, član Društva Luigi Casati se spustio na dubinu od 248 metara i postigao novi hrvatski rekord.

## Zanimljivosti
Legenda kaže da su naziv rijeke dali Rimljani. Kad su ju ugledali uzviknuli su “Una, unica!” što znači “Jedna, jedina!”